# 奧默·沙皮拉

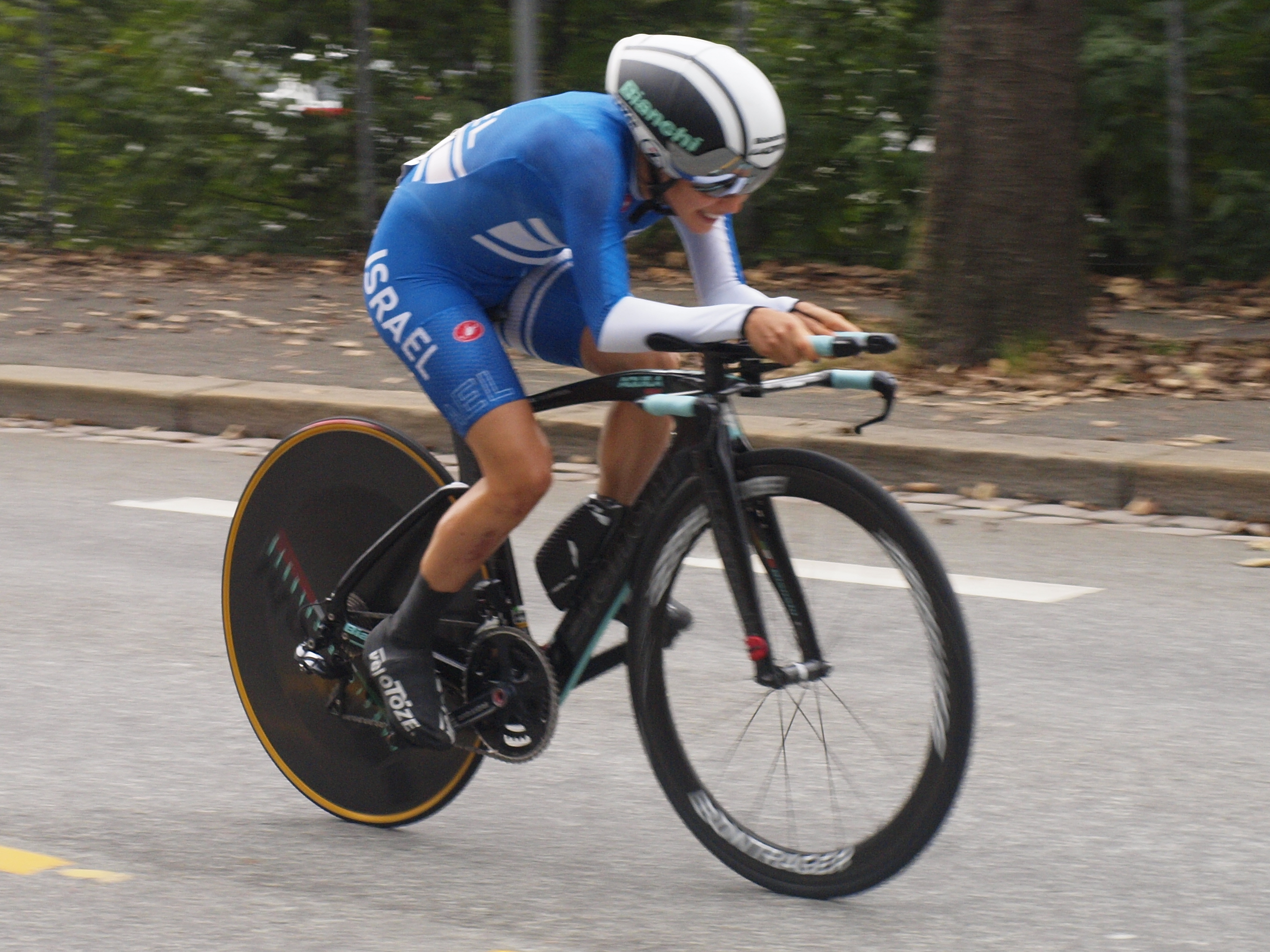
奧默·沙皮拉

奧默·沙皮拉（希伯來語：‎，1994年9月9日—）是以色列自行车選手，目前效力于UCI Women's WorldTeam的Canyon–SRAM車隊，她是2017年、2018年、2019年和2020年的以色列自行車冠軍。在2020年夏季奧林匹克運動會中代表以色列參加女子公路賽及個人計時賽。

## 外部連結
- Omer Shapira （页面存档备份，存于） at FirstCycling.com
- 奧默·沙皮拉的Instagram帳戶